# Jean Pithou
Jean Pithou (* 1524; † 1602) war ein französischer Anwalt und Autor.
Er wurde in Troyes geboren. Von Kindheit an liebte er Literatur, und sein Vater Pierre förderte dieses Interesse. Der junge Pithou wurde 1560 in die Pariser Bar berufen. Nach dem Ausbruch des zweiten Religionskriegs im Jahre 1567 zog sich Pithou, der Calvinist war, nach Sedan, Frankreich und danach nach Basel zurück, kehrte nach der Veröffentlichung des Edikts von Befriedung. Bald darauf begleitete er den Herzog von Montmorency auf seiner Gesandtschaft nach England, kehrte kurz vor dem Massaker von St. Bartholomäus zurück, dem er mit knapper Not entkommen war. Im nächsten Jahr folgte er dem Beispiel des zukünftigen Heinrich IV. Von Frankreich, indem er den protestantischen Glauben ablegte.
Heinrich IV.  erkannte kurz nach seiner Thronbesteigung, Pithous Talente und Dienste, indem er ihm verschiedene legale Ernennungen gab. Er arbeitete bei der Veröffentlichung der Satire Ménippée (1593) mit, die viel zur Schädigung der Sache der Katholischen Liga beitrug; Die Ansprache des Sieur d'Aubray wird normalerweise Pithou zugeschrieben.
Pithou schrieb viele legale und historische Bücher, neben der Vorbereitung von Ausgaben mehrerer antiker Schriftsteller. Seine früheste Veröffentlichung war Adversariorum subsectorum lib. II. (1565). Im Jahr 1569 veröffentlichte er als erster die Historia Romana von Landolfus Sagax und unter dem Namen "Historia Miscella". Vielleicht war seine Ausgabe des Leges Visigothorum (1579) sein wertvollster Beitrag zur Geschichtswissenschaft; in derselben Zeile redigierte er 1588 die Capitula von Karl dem Großen, Ludwig den Frommen und Karl den Kahlen; er half seinem Bruder François bei der Vorbereitung des Corpus juris canonici (1687).
Pierres Libertés de l'église gallicane (1594) wird in seiner Opera sacra juridica in seiner orica miscella collecta (1609) nachgedruckt. In der klassischen Literatur war er der erste, der die Welt mit den Fabeln von Phaedrus (1596) bekannt machte.
Er war der Bruder von Pierre Pithou und François Pithou und Zwillingsbruder von Nicolas Pithou, mit dem gemeinsam er Institution du manage chrétien verfasste. Sein bekanntestes Werk ist Traite de police et du gouvernement des républiques.
Er starb in Nogent-sur-Seine. Seine wertvolle Bibliothek, besonders reich an Manuskripten, wurde größtenteils in die heutige Bibliothèque Nationale in Paris verlegt.